# Something’s Goin’ On (Cliff Richard-album)
A Something’s Goin’ On Cliff Richard brit énekes 76. stúdióalbuma, amely a Decca Recordsnál jelent meg 2004. október 25-én Angliában. Az album a 7. helyezést érte el az angliai albumlistán, és 2000 óta ez volt az első top 10 lemeze Richardnak. Az album Arany minősítést kapott a BPI-n.
Richard most először dolgozott együtt a Decca Recordsszal. Nashville-ben, Franklinben és Miamiben rögzítették a lemezt. Az album fogadtatása pozitív volt. A Music Week magazin a hét albumának nevezte a lemezt.
Cliff Richard ezt mondta az albumról:
Bármi történjen is ezzel az albummal, mindig a legjobb lemezemnek fogom tartani. Ha mégsem lesz sikeres, az egyedül az én hibám lesz.
Az albumról megjelent első kislemez, a Somethin’ Is Goin’ On a 9. helyet érte el a brit kislemezlistán, és ott is maradt három hétig. A második kislemez dalát Barry Gibb írta a Bee Gees együttesből, címe: I Cannot Give You My Love. Ez a dal a 13. lett a kislemezlistán, és 4 hétig őrizte meg a helyét. Az utolsó kislemez, a What Car a 12. lett a  listán, 3 hétig tartotta ezt a helyezést.

## Dalok listája
| #   | Cím                            | Szövegíró                                    | Producer                     | Hossz |
| --- | ------------------------------ | -------------------------------------------- | ---------------------------- | ----- |
| 1.  | Thousand Miles To Go           | Steve Mandile, Dennis Matkovsky, Brian White | Dann Huff, Steve Mandile     | 4:25  |
| 2.  | Somethin' Is Goin' On          | Marcus Hummon, David Mullen, Steve Mandile   | Tommy Sims                   | 4:24  |
| 3.  | I Will Not Be A Mistake        | Gary Burr, Helen Darling, Will Robinson      | Dann Huff, Steve Mandile     | 3:57  |
| 4.  | Simplicity                     | Bob Farrell, Craig Wiseman, Dennis Matkovsky | Tommy Sims                   | 4:13  |
| 5.  | Sometimes Love                 | Don Poythress, Brian White                   | Trey Bruce                   | 3:07  |
| 6.  | I Cannot Give You My Love      | Barry Gibb, Andy Gibb                        | Barry Gibb                   | 5:03  |
| 7.  | The Day That I Stop Loving You | Daniel Brown, Bobby Huff, Jennifer Kimbal    | Michael Omartian             | 4:06  |
| 8.  | What Car                       | Trey Bruce, David Mullen, Gary Burr          | Trey Bruce                   | 3:31  |
| 9.  | How Did She Get Here           | Steve Mandile, Gary Burr, Daniel Brown       | Trey Bruce                   | 4:13  |
| 10. | Field Of Love                  | Will Robinson, Jennifer Kimball, Tommy Sims  | Tommy Sims                   | 5:06  |
| 11. | For Life                       | Chris Eaton, Bobby Huff                      | Monroe Jones                 | 5:00  |
| 12. | I Don't Wanna Lose You         | Chris Eaton, John Hartley                    | Trey Bruce                   | 4:43  |
| 13. | Faithful One                   | Chris Eaton, Brian White                     | Tommy Sims, Michael Omartian | 4:18  |

## Helyezések
| Megjelenés dátuma  | Kislemez címe             | Kislemez címe             | Kislemez címe             | Kislemez címe             | Kislemez címe             | Kislemez címe             | Kislemez címe             | Kislemez címe             | Kislemez címe             | Kislemez címe             | Kislemez címe             | Kislemez címe             | Kislemez címe             | Kislemez címe             | Kislemez címe             | Kislemez címe             | Kislemez címe             | Kislemez címe             | Kislemez címe             | Kislemez címe             | Kislemez címe             | Kislemez címe             | Kislemez címe             | Kislemez címe             | Kislemez címe             | Kislemez címe             | Kislemez címe             | Kislemez címe             | Kislemez címe             | Kislemez címe             | Kislemez címe             | Kislemez címe             | Kislemez címe             | Kislemez címe             | Kislemez címe             | Kislemez címe             | Kislemez címe             | Kislemez címe             | Kislemez címe             | Kislemez címe             | Kislemez címe             | Kislemez címe             | Kislemez címe             | Kislemez címe             | Kislemez címe             | Kislemez címe             | Kislemez címe             | Kislemez címe             | Kislemez címe             | Kislemez címe             | Kislemez címe             | Kislemez címe             | Kislemez címe             | Kislemez címe             | Kislemez címe             | Kislemez címe             | Kislemez címe             | Kislemez címe             | Kislemez címe             | Kislemez címe             | Kislemez címe             | Kislemez címe             | Kislemez címe             | Kislemez címe             | Kislemez címe             | Kislemez címe             | Kislemez címe             | Kislemez címe             | Kislemez címe             | Kislemez címe             | Kislemez címe             | Kislemez címe             | Kislemez címe             | Kislemez címe             | Kislemez címe             | Kislemez címe             | Kislemez címe             | Kislemez címe             | Kislemez címe             | Kislemez címe             | Kislemez címe             | Kislemez címe             | Kislemez címe             | Kislemez címe             | Kislemez címe             | Kislemez címe             | Kislemez címe             | Kislemez címe             | Kislemez címe             | Kislemez címe             | Kislemez címe             | Kislemez címe             | Kislemez címe             | Kislemez címe             | Kislemez címe             | Kislemez címe             | Kislemez címe             | Kislemez címe             | Kislemez címe             | Kislemez címe             | Kislemez címe             | Kislemez címe             | Kislemez címe             | Kislemez címe             | Kislemez címe             | Kislemez címe             | Kislemez címe             | Kislemez címe             | Kislemez címe             | Kislemez címe             | Kislemez címe             | Kislemez címe             | Kislemez címe             | Kislemez címe             | Kislemez címe             | Kislemez címe             | Kislemez címe             | Kislemez címe             | Kislemez címe             | Kislemez címe             | Kislemez címe             | Kislemez címe             | Kislemez címe             | Kislemez címe             | Kislemez címe             | Kislemez címe             | Kislemez címe             | Kislemez címe             | Kislemez címe             | Kislemez címe             | Kislemez címe             | Kislemez címe             | Kislemez címe             | Kislemez címe             | Kislemez címe             | UK Helyezések | Írország Helyezések |
| ------------------ | ------------------------- | ------------------------- | ------------------------- | ------------------------- | ------------------------- | ------------------------- | ------------------------- | ------------------------- | ------------------------- | ------------------------- | ------------------------- | ------------------------- | ------------------------- | ------------------------- | ------------------------- | ------------------------- | ------------------------- | ------------------------- | ------------------------- | ------------------------- | ------------------------- | ------------------------- | ------------------------- | ------------------------- | ------------------------- | ------------------------- | ------------------------- | ------------------------- | ------------------------- | ------------------------- | ------------------------- | ------------------------- | ------------------------- | ------------------------- | ------------------------- | ------------------------- | ------------------------- | ------------------------- | ------------------------- | ------------------------- | ------------------------- | ------------------------- | ------------------------- | ------------------------- | ------------------------- | ------------------------- | ------------------------- | ------------------------- | ------------------------- | ------------------------- | ------------------------- | ------------------------- | ------------------------- | ------------------------- | ------------------------- | ------------------------- | ------------------------- | ------------------------- | ------------------------- | ------------------------- | ------------------------- | ------------------------- | ------------------------- | ------------------------- | ------------------------- | ------------------------- | ------------------------- | ------------------------- | ------------------------- | ------------------------- | ------------------------- | ------------------------- | ------------------------- | ------------------------- | ------------------------- | ------------------------- | ------------------------- | ------------------------- | ------------------------- | ------------------------- | ------------------------- | ------------------------- | ------------------------- | ------------------------- | ------------------------- | ------------------------- | ------------------------- | ------------------------- | ------------------------- | ------------------------- | ------------------------- | ------------------------- | ------------------------- | ------------------------- | ------------------------- | ------------------------- | ------------------------- | ------------------------- | ------------------------- | ------------------------- | ------------------------- | ------------------------- | ------------------------- | ------------------------- | ------------------------- | ------------------------- | ------------------------- | ------------------------- | ------------------------- | ------------------------- | ------------------------- | ------------------------- | ------------------------- | ------------------------- | ------------------------- | ------------------------- | ------------------------- | ------------------------- | ------------------------- | ------------------------- | ------------------------- | ------------------------- | ------------------------- | ------------------------- | ------------------------- | ------------------------- | ------------------------- | ------------------------- | ------------------------- | ------------------------- | ------------------------- | ------------------------- | ------------------------- | ------------------------- | ------------------------- | ------------- | ------------------- |
| 2004. október 11.  | Somethin' Is Goin' On     | Somethin' Is Goin' On     | Somethin' Is Goin' On     | Somethin' Is Goin' On     | Somethin' Is Goin' On     | Somethin' Is Goin' On     | Somethin' Is Goin' On     | Somethin' Is Goin' On     | Somethin' Is Goin' On     | Somethin' Is Goin' On     | Somethin' Is Goin' On     | Somethin' Is Goin' On     | Somethin' Is Goin' On     | Somethin' Is Goin' On     | Somethin' Is Goin' On     | Somethin' Is Goin' On     | Somethin' Is Goin' On     | Somethin' Is Goin' On     | Somethin' Is Goin' On     | Somethin' Is Goin' On     | Somethin' Is Goin' On     | Somethin' Is Goin' On     | Somethin' Is Goin' On     | Somethin' Is Goin' On     | Somethin' Is Goin' On     | Somethin' Is Goin' On     | Somethin' Is Goin' On     | Somethin' Is Goin' On     | Somethin' Is Goin' On     | Somethin' Is Goin' On     | Somethin' Is Goin' On     | Somethin' Is Goin' On     | Somethin' Is Goin' On     | Somethin' Is Goin' On     | Somethin' Is Goin' On     | Somethin' Is Goin' On     | Somethin' Is Goin' On     | Somethin' Is Goin' On     | Somethin' Is Goin' On     | Somethin' Is Goin' On     | Somethin' Is Goin' On     | Somethin' Is Goin' On     | Somethin' Is Goin' On     | Somethin' Is Goin' On     | Somethin' Is Goin' On     | Somethin' Is Goin' On     | Somethin' Is Goin' On     | Somethin' Is Goin' On     | Somethin' Is Goin' On     | Somethin' Is Goin' On     | Somethin' Is Goin' On     | Somethin' Is Goin' On     | Somethin' Is Goin' On     | Somethin' Is Goin' On     | Somethin' Is Goin' On     | Somethin' Is Goin' On     | Somethin' Is Goin' On     | Somethin' Is Goin' On     | Somethin' Is Goin' On     | Somethin' Is Goin' On     | Somethin' Is Goin' On     | Somethin' Is Goin' On     | Somethin' Is Goin' On     | Somethin' Is Goin' On     | Somethin' Is Goin' On     | Somethin' Is Goin' On     | Somethin' Is Goin' On     | Somethin' Is Goin' On     | Somethin' Is Goin' On     | Somethin' Is Goin' On     | Somethin' Is Goin' On     | Somethin' Is Goin' On     | Somethin' Is Goin' On     | Somethin' Is Goin' On     | Somethin' Is Goin' On     | Somethin' Is Goin' On     | Somethin' Is Goin' On     | Somethin' Is Goin' On     | Somethin' Is Goin' On     | Somethin' Is Goin' On     | Somethin' Is Goin' On     | Somethin' Is Goin' On     | Somethin' Is Goin' On     | Somethin' Is Goin' On     | Somethin' Is Goin' On     | Somethin' Is Goin' On     | Somethin' Is Goin' On     | Somethin' Is Goin' On     | Somethin' Is Goin' On     | Somethin' Is Goin' On     | Somethin' Is Goin' On     | Somethin' Is Goin' On     | Somethin' Is Goin' On     | Somethin' Is Goin' On     | Somethin' Is Goin' On     | Somethin' Is Goin' On     | Somethin' Is Goin' On     | Somethin' Is Goin' On     | Somethin' Is Goin' On     | Somethin' Is Goin' On     | Somethin' Is Goin' On     | Somethin' Is Goin' On     | Somethin' Is Goin' On     | Somethin' Is Goin' On     | Somethin' Is Goin' On     | Somethin' Is Goin' On     | Somethin' Is Goin' On     | Somethin' Is Goin' On     | Somethin' Is Goin' On     | Somethin' Is Goin' On     | Somethin' Is Goin' On     | Somethin' Is Goin' On     | Somethin' Is Goin' On     | Somethin' Is Goin' On     | Somethin' Is Goin' On     | Somethin' Is Goin' On     | Somethin' Is Goin' On     | Somethin' Is Goin' On     | Somethin' Is Goin' On     | Somethin' Is Goin' On     | Somethin' Is Goin' On     | Somethin' Is Goin' On     | Somethin' Is Goin' On     | Somethin' Is Goin' On     | Somethin' Is Goin' On     | Somethin' Is Goin' On     | Somethin' Is Goin' On     | Somethin' Is Goin' On     | Somethin' Is Goin' On     | Somethin' Is Goin' On     | Somethin' Is Goin' On     | Somethin' Is Goin' On     | Somethin' Is Goin' On     | Somethin' Is Goin' On     | Somethin' Is Goin' On     | 9             | -                   |
| 2004. december 13. | I Cannot Give You My Love | I Cannot Give You My Love | I Cannot Give You My Love | I Cannot Give You My Love | I Cannot Give You My Love | I Cannot Give You My Love | I Cannot Give You My Love | I Cannot Give You My Love | I Cannot Give You My Love | I Cannot Give You My Love | I Cannot Give You My Love | I Cannot Give You My Love | I Cannot Give You My Love | I Cannot Give You My Love | I Cannot Give You My Love | I Cannot Give You My Love | I Cannot Give You My Love | I Cannot Give You My Love | I Cannot Give You My Love | I Cannot Give You My Love | I Cannot Give You My Love | I Cannot Give You My Love | I Cannot Give You My Love | I Cannot Give You My Love | I Cannot Give You My Love | I Cannot Give You My Love | I Cannot Give You My Love | I Cannot Give You My Love | I Cannot Give You My Love | I Cannot Give You My Love | I Cannot Give You My Love | I Cannot Give You My Love | I Cannot Give You My Love | I Cannot Give You My Love | I Cannot Give You My Love | I Cannot Give You My Love | I Cannot Give You My Love | I Cannot Give You My Love | I Cannot Give You My Love | I Cannot Give You My Love | I Cannot Give You My Love | I Cannot Give You My Love | I Cannot Give You My Love | I Cannot Give You My Love | I Cannot Give You My Love | I Cannot Give You My Love | I Cannot Give You My Love | I Cannot Give You My Love | I Cannot Give You My Love | I Cannot Give You My Love | I Cannot Give You My Love | I Cannot Give You My Love | I Cannot Give You My Love | I Cannot Give You My Love | I Cannot Give You My Love | I Cannot Give You My Love | I Cannot Give You My Love | I Cannot Give You My Love | I Cannot Give You My Love | I Cannot Give You My Love | I Cannot Give You My Love | I Cannot Give You My Love | I Cannot Give You My Love | I Cannot Give You My Love | I Cannot Give You My Love | I Cannot Give You My Love | I Cannot Give You My Love | I Cannot Give You My Love | I Cannot Give You My Love | I Cannot Give You My Love | I Cannot Give You My Love | I Cannot Give You My Love | I Cannot Give You My Love | I Cannot Give You My Love | I Cannot Give You My Love | I Cannot Give You My Love | I Cannot Give You My Love | I Cannot Give You My Love | I Cannot Give You My Love | I Cannot Give You My Love | I Cannot Give You My Love | I Cannot Give You My Love | I Cannot Give You My Love | I Cannot Give You My Love | I Cannot Give You My Love | I Cannot Give You My Love | I Cannot Give You My Love | I Cannot Give You My Love | I Cannot Give You My Love | I Cannot Give You My Love | I Cannot Give You My Love | I Cannot Give You My Love | I Cannot Give You My Love | I Cannot Give You My Love | I Cannot Give You My Love | I Cannot Give You My Love | I Cannot Give You My Love | I Cannot Give You My Love | I Cannot Give You My Love | I Cannot Give You My Love | I Cannot Give You My Love | I Cannot Give You My Love | I Cannot Give You My Love | I Cannot Give You My Love | I Cannot Give You My Love | I Cannot Give You My Love | I Cannot Give You My Love | I Cannot Give You My Love | I Cannot Give You My Love | I Cannot Give You My Love | I Cannot Give You My Love | I Cannot Give You My Love | I Cannot Give You My Love | I Cannot Give You My Love | I Cannot Give You My Love | I Cannot Give You My Love | I Cannot Give You My Love | I Cannot Give You My Love | I Cannot Give You My Love | I Cannot Give You My Love | I Cannot Give You My Love | I Cannot Give You My Love | I Cannot Give You My Love | I Cannot Give You My Love | I Cannot Give You My Love | I Cannot Give You My Love | I Cannot Give You My Love | I Cannot Give You My Love | I Cannot Give You My Love | I Cannot Give You My Love | I Cannot Give You My Love | I Cannot Give You My Love | I Cannot Give You My Love | I Cannot Give You My Love | I Cannot Give You My Love | 13            | -                   |
| 2005. május 9.     | What Car                  | What Car                  | What Car                  | What Car                  | What Car                  | What Car                  | What Car                  | What Car                  | What Car                  | What Car                  | What Car                  | What Car                  | What Car                  | What Car                  | What Car                  | What Car                  | What Car                  | What Car                  | What Car                  | What Car                  | What Car                  | What Car                  | What Car                  | What Car                  | What Car                  | What Car                  | What Car                  | What Car                  | What Car                  | What Car                  | What Car                  | What Car                  | What Car                  | What Car                  | What Car                  | What Car                  | What Car                  | What Car                  | What Car                  | What Car                  | What Car                  | What Car                  | What Car                  | What Car                  | What Car                  | What Car                  | What Car                  | What Car                  | What Car                  | What Car                  | What Car                  | What Car                  | What Car                  | What Car                  | What Car                  | What Car                  | What Car                  | What Car                  | What Car                  | What Car                  | What Car                  | What Car                  | What Car                  | What Car                  | What Car                  | What Car                  | What Car                  | What Car                  | What Car                  | What Car                  | What Car                  | What Car                  | What Car                  | What Car                  | What Car                  | What Car                  | What Car                  | What Car                  | What Car                  | What Car                  | What Car                  | What Car                  | What Car                  | What Car                  | What Car                  | What Car                  | What Car                  | What Car                  | What Car                  | What Car                  | What Car                  | What Car                  | What Car                  | What Car                  | What Car                  | What Car                  | What Car                  | What Car                  | What Car                  | What Car                  | What Car                  | What Car                  | What Car                  | What Car                  | What Car                  | What Car                  | What Car                  | What Car                  | What Car                  | What Car                  | What Car                  | What Car                  | What Car                  | What Car                  | What Car                  | What Car                  | What Car                  | What Car                  | What Car                  | What Car                  | What Car                  | What Car                  | What Car                  | What Car                  | What Car                  | What Car                  | What Car                  | What Car                  | What Car                  | What Car                  | What Car                  | What Car                  | What Car                  | What Car                  | What Car                  | 12            | -                   |
| Megjelenés dátuma  | Album címe                | Album címe                | Album címe                | Album címe                | Album címe                | Album címe                | Album címe                | Album címe                | Album címe                | Album címe                | Album címe                | Album címe                | Album címe                | Album címe                | Album címe                | Album címe                | Album címe                | Album címe                | Album címe                | Album címe                | Album címe                | Album címe                | Album címe                | Album címe                | Album címe                | Album címe                | Album címe                | Album címe                | Album címe                | Album címe                | Album címe                | Album címe                | Album címe                | Album címe                | Album címe                | Album címe                | Album címe                | Album címe                | Album címe                | Album címe                | Album címe                | Album címe                | Album címe                | Album címe                | Album címe                | Album címe                | Album címe                | Album címe                | Album címe                | Album címe                | Album címe                | Album címe                | Album címe                | Album címe                | Album címe                | Album címe                | Album címe                | Album címe                | Album címe                | Album címe                | Album címe                | Album címe                | Album címe                | Album címe                | Album címe                | Album címe                | Album címe                | Album címe                | Album címe                | Album címe                | Album címe                | Album címe                | Album címe                | Album címe                | Album címe                | Album címe                | Album címe                | Album címe                | Album címe                | Album címe                | Album címe                | Album címe                | Album címe                | Album címe                | Album címe                | Album címe                | Album címe                | Album címe                | Album címe                | Album címe                | Album címe                | Album címe                | Album címe                | Album címe                | Album címe                | Album címe                | Album címe                | Album címe                | Album címe                | Album címe                | Album címe                | Album címe                | Album címe                | Album címe                | Album címe                | Album címe                | Album címe                | Album címe                | Album címe                | Album címe                | Album címe                | Album címe                | Album címe                | Album címe                | Album címe                | Album címe                | Album címe                | Album címe                | Album címe                | Album címe                | Album címe                | Album címe                | Album címe                | Album címe                | Album címe                | Album címe                | Album címe                | Album címe                | Album címe                | Album címe                | Album címe                | Album címe                | Album címe                | Album címe                | Album címe                | UK Helyezés   | Írország Helyezés   |
| 2004. október 25.  | Something’s Goin’ On      | Something’s Goin’ On      | Something’s Goin’ On      | Something’s Goin’ On      | Something’s Goin’ On      | Something’s Goin’ On      | Something’s Goin’ On      | Something’s Goin’ On      | Something’s Goin’ On      | Something’s Goin’ On      | Something’s Goin’ On      | Something’s Goin’ On      | Something’s Goin’ On      | Something’s Goin’ On      | Something’s Goin’ On      | Something’s Goin’ On      | Something’s Goin’ On      | Something’s Goin’ On      | Something’s Goin’ On      | Something’s Goin’ On      | Something’s Goin’ On      | Something’s Goin’ On      | Something’s Goin’ On      | Something’s Goin’ On      | Something’s Goin’ On      | Something’s Goin’ On      | Something’s Goin’ On      | Something’s Goin’ On      | Something’s Goin’ On      | Something’s Goin’ On      | Something’s Goin’ On      | Something’s Goin’ On      | Something’s Goin’ On      | Something’s Goin’ On      | Something’s Goin’ On      | Something’s Goin’ On      | Something’s Goin’ On      | Something’s Goin’ On      | Something’s Goin’ On      | Something’s Goin’ On      | Something’s Goin’ On      | Something’s Goin’ On      | Something’s Goin’ On      | Something’s Goin’ On      | Something’s Goin’ On      | Something’s Goin’ On      | Something’s Goin’ On      | Something’s Goin’ On      | Something’s Goin’ On      | Something’s Goin’ On      | Something’s Goin’ On      | Something’s Goin’ On      | Something’s Goin’ On      | Something’s Goin’ On      | Something’s Goin’ On      | Something’s Goin’ On      | Something’s Goin’ On      | Something’s Goin’ On      | Something’s Goin’ On      | Something’s Goin’ On      | Something’s Goin’ On      | Something’s Goin’ On      | Something’s Goin’ On      | Something’s Goin’ On      | Something’s Goin’ On      | Something’s Goin’ On      | Something’s Goin’ On      | Something’s Goin’ On      | Something’s Goin’ On      | Something’s Goin’ On      | Something’s Goin’ On      | Something’s Goin’ On      | Something’s Goin’ On      | Something’s Goin’ On      | Something’s Goin’ On      | Something’s Goin’ On      | Something’s Goin’ On      | Something’s Goin’ On      | Something’s Goin’ On      | Something’s Goin’ On      | Something’s Goin’ On      | Something’s Goin’ On      | Something’s Goin’ On      | Something’s Goin’ On      | Something’s Goin’ On      | Something’s Goin’ On      | Something’s Goin’ On      | Something’s Goin’ On      | Something’s Goin’ On      | Something’s Goin’ On      | Something’s Goin’ On      | Something’s Goin’ On      | Something’s Goin’ On      | Something’s Goin’ On      | Something’s Goin’ On      | Something’s Goin’ On      | Something’s Goin’ On      | Something’s Goin’ On      | Something’s Goin’ On      | Something’s Goin’ On      | Something’s Goin’ On      | Something’s Goin’ On      | Something’s Goin’ On      | Something’s Goin’ On      | Something’s Goin’ On      | Something’s Goin’ On      | Something’s Goin’ On      | Something’s Goin’ On      | Something’s Goin’ On      | Something’s Goin’ On      | Something’s Goin’ On      | Something’s Goin’ On      | Something’s Goin’ On      | Something’s Goin’ On      | Something’s Goin’ On      | Something’s Goin’ On      | Something’s Goin’ On      | Something’s Goin’ On      | Something’s Goin’ On      | Something’s Goin’ On      | Something’s Goin’ On      | Something’s Goin’ On      | Something’s Goin’ On      | Something’s Goin’ On      | Something’s Goin’ On      | Something’s Goin’ On      | Something’s Goin’ On      | Something’s Goin’ On      | Something’s Goin’ On      | Something’s Goin’ On      | Something’s Goin’ On      | Something’s Goin’ On      | Something’s Goin’ On      | Something’s Goin’ On      | Something’s Goin’ On      | 7             |                     |